# Hồ Ngải Bỉ
Hồ Ngải Bỉ (tiếng Trung: 艾比湖) là một hồ thung lũng tách giãn ở tây bắc Trung Quốc, gần biên giới với Kazakhstan. Trung tâm lưu vực nhận nước của nó là bồn địa Dzungaria (Chuẩn Cát Nhĩ), với diện tích thu nước ước đạt 50.621 km². Hồ có diện tích 1.070 km² (400 dặm vuông Anh) và độ sâu trung bình chỉ 1,4 m (4,6 ft). Hồ nằm tại cao độ 189 m trên mực nước biển, điểm thấp nhất của Dzungaria. Do hàm lượng muối cao (87 g/l) trong nước hồ, nên trong hồ không có thực vật hay cá sinh sống, nhưng nhiều loài cá có thể sống ở cửa các con sông cung cấp nước cho hồ.
Ngày 6 tháng 4 năm 2007, vùng đất lầy lội của hồ Ngải Bỉ đã được công nhận là Khu bảo tồn thiên nhiên quốc gia của Cộng hòa Nhân dân Trung Hoa.